# Nanda Bhanar
Nanda Bhanar es una montaña del Himalaya de Kumaun en Uttarakhand, India. La elevación de Nanda Bhanar es de 6236 metros y su prominencia es de 135 metros. Es el 134.º pico más alto situado enteramente en el Uttrakhand. Nanda Devi, es la montaña más alta de esta categoría. Se encuentra a 1,7 km al suroeste del Nanda Kot, de 6861 metros, su vecino más alto. Dangthal, de 6.050 metros, se encuentra a 5,5 km al SSE y a 15,2 km al SSE de Nanda Devi, de 7.816 metros. Se encuentra a 10,8 km al norte del Panwali Dwar 6.663 metros.

## Historia de la escalada
Un equipo de expedición indobritánico dirigido por Geoff Hornby realizó la primera ascensión al Nanda Bhanar en 1987 desde el valle de Pindari. Su plan original era intentar el Changuch desde el sur. Hay tres intentos indios anteriores de escalar el Nanda-bhannar, pero todos fracasaron. John McKeever y Aqil Chaudhury fueron los primeros en subir a la cumbre del Nanda-bhanar, seguidos por Jonathan Preston. El equipo formado por John McKeever, Aqil Chaudhury, Rajsekhar Ghosh, Bivujit Mukhoty, Duncan Hornby y Jonathan Preston
Un equipo de cuatro miembros de Bombay dirigido por Divyesh Muni escaló Nanda Bhanar en 1992. Fue la segunda ascensión de este pico. El equipo estaba formado por tres señoras, la Sra. Immai Hu, la Sra. Chetna Rana y la Sra. Vineeta Muni, apoyado por dos HAPS de Manali Yograj Thakur y Koylu Ram. Se acercaron desde Munsiari, Lilam, Bugdiar, Martoli y Shalang gad. Establecieron tres campamentos desde el campamento tres. Primero escalaron el Nandakhani (6029 m) el 15 de octubre. El 16 de octubre afirmaron a las 7.30 a. M. que habían llegado a la cumbre a las 10.45 a. M.

## Picos vecinos y subsidiarios
Picos vecinos o subsidiarios de Nanda Bhanar:
- Nanda Devi : 7816 m (25 643 pies)30°55′12″N 79°35′30″E / 30.92000, 79.59167
- Nanda Kot : 6861 m (22 510 pies)30°16′48″N 80°04′12″E / 30.28000, 80.07000
- Dangthal 6050 m (19 849 pies)30°13′33″N 80°05′50″E / 30.22583, 80.09722
- Panwali Dwar 6663 m (21 860 pies)30°17′22″N 79°57′21″E / 30.28944, 79.95583
- Nandakhani : 6029 m (19 780 pies)30°15′42″N 80°04′22″E / 30.26167, 80.07278

## Glaciares y ríos
Nanda Bhanar se encuentra entre el glaciar Shalang, en el lado oriental, y el glaciar Pindari, en el occidental. En el lado sur se encuentra el glaciar Kafni. El glaciar Shalang fluye de suroeste a sureste y se une al río Goriganga, que posteriormente se une al río Kali en Jauljibi. En el lado sur del glaciar Kafni emerge el río Kafni y tras un corto recorrido se une al río Pindari en Dwali. En el lado occidental, el glaciar Pindari desciende de norte a sur y del morro del glaciar Pindari surge el río Pindari, que más tarde se une al Alaknanda en Karnaprayag. El río Alaknanda es uno de los principales afluentes del río Ganges que más tarde se une al río Bhagirathi, el otro afluente principal del río Ganges, en Devprayag y se convierte en el Gangesa.